# 家政
家政（かせい）とは、
1. 近代以前においては、同じ家系・一門内部における事業から家事全体を指す。
2. 近代以後においては、家族・家における衣食住・家内労働の管理を指す。
3. 特別支援学校中等部・高等部のうち、知的障害者に関する教育領域における専門教科の一つ。

本稿では、1、2について概説する。
近代以前においては、世界の多くの社会では、家あるいは家系・一族単位といった家族的な共同体を構成単位、行為単位として社会生活は営まれていた。公家や武家における所領の支配や商人の事業なども全て家政に属していた。こうした事業に古くは主人が中心となって正妻がこれを補佐する形で「家」の存続を目的とした家政が執り行われていたが、後には正妻に代わって、公家には家司、武家には家宰（御内人も元は北条家の家産の管理が主務であった）と呼ばれる専門の担当者が設置された。室町幕府の管領も元は足利氏宗家の家宰制度に源流を持つと言われている。中世ヨーロッパにおける宮宰も、元来、王室の家政の長である。
西欧に発する近代国家の形が成熟するにつれ、行政や事業、さらにそれに含まれない公的サービスすらもが公共圏に移譲されていき家庭から分離されると、もっぱら衣食住や家事労働など家庭内部の部分のみが「家政」として扱われるようになり、家政の中心は正妻の後身的存在である主婦に移る。明治以後、良妻賢母が家政を取り仕切る形が理想とされたが、次第に欧米の家政学を受けて変容し、戦後には家制度的な家政観から脱却した科学的・専門的な家政学・教育（家政学部の設置など）が行われるようになった。